# حليمة فرحات
حليمة فرحات  مؤرخة ومختصة في تاريخ المغرب خلال العصور الوسطى، وهي عضو في اللجنة العلمية لـ"موعد مع تاريخ الرباط "، وأستاذة جامعية بجامعة محمد الخامس بالرباط. وهي أيضا مديرة معهد الدراسات الأفريقية بالرباط.

## الكتب
- سكان سبتة الأصليون. القرن 14، الرباط : وزارة الثقافة والإتصال، 1993، ISBN 9981-832-05-7
- التصوف والزوايا بالمغرب العربي، الدار البيضاء، توبقال (2003)
- المجتمع الحضري والسلطة بالمغرب، 2007
- المغرب العربي في القرنين 12 و13: قرون الإيمان ISBN 9981-823-01-5

## روابط خارجية
- معلومات حول حليمة فرحات نسخة محفوظة 25 يناير 2013 at Archive.is
- مقابلة باللغة الفرنسية
- مسجد المرابطون بسبتة